# يوسف البدري
يوسف البدرى (20 ديسمبر 1938م - 23 ربيع الآخر 1435 هـ / 23 فبراير 2014). داعية إسلامي مصري معروف عنه إقامة الكثير من الدعاوى القضائية ضد كتاب مصريين، منها حكم ضد الشاعر أحمد عبد المعطي حجازي والذي تم تغريمه بعشرين ألف جنيه مصري. كما حصل على حكم تضامنى ضد رئيس تحرير أسبوعية «أخبار الأدب» الروائي جمال الغيطاني والصحفى فيها محمد شعير وتغريمهما أيضا بـ 20 ألف جنيه مصري. وحكم بتغريم رئيس المركز القومى للترجمة الناقد المصري جابر عصفور وصحيفة الأهرام مبلغ 50 ألف جنيه مصري 

## المؤهلات العلمية
- ليسانس دار العلوم التربوى (جيد) يونيو 1959م – جامعة القاهرة.
- دراسات عليا فلسفة إسلامية (جيد جدا) أكتوبر 1968 م – كلية دار العلوم – جامعة القاهرة.
- تسجيل ماجستير للمرة الثانية في فكر المعتزلة: مبدأ الأمر بالمعروف والنهى عن المنكر لدى المعتزلة أكتوبر 1989 م.
- اللغة الإنجليزية واللغة الفرنسية وبعض الفارسية.

## الدراسات الأخرى
- كيفية تدريس اللغة العربية والتربية الإسلامية باللغة الإنجليزية (التدريب التربوى بمنشية البكرى) سنة 1968م.
- السنة التمهيدية بمعهد الدراسات الإسلامية للماجستير.
- تدريبات حول وسائل الاعلام وتوظيفها تربويا.

## المناصب
- مدرس للغة العربية والدراسات الإسلامية من 1959م إلى الترقية لأخصائي تدريس أول بالمعاش.
- عضو مجلس الشعب المصري من أبريل 1987- أكتوبر 1990م.
- عضو المجلس الأعلى للشئون الإسلامية 1987- 1993 م بمصر ومشارك برابطة العالم الإسلامي بالسعودية.
- عضو لجنة التعريف بالإسلام 1988- 1991م بالمجلس الأعلى للشئون الإسلامية بمصر.
- العضو الاحتياطى الأول في لجنة الرقابة الشرعية على نشاطات بنك فيصل الإسلامي المصري الدورة 1997- 1999م.
- أحد مؤسسى جامعة الدراسات العربية والإسلامية بباكستان 1988م.
- مؤسس حزب الصحوة الإسلامية بمصر 1988 م (ألغى بالمحكمة الإدارية العليا في يناير 1993م).
- مدير وامام مجمع عمر بن الخطاب الإسلامي بالولايات المتحدة الأمريكية (باترسون - نيو جيرسى) 1992- 1993 م.
- امام الدعاة بجزر البحر الكاريبى بالسكرتارية الإسلامية بجزر الهند الغربية بترينيداد 1994م – 1415 هـ.
- منصب الافتاء والوعظ العام بإمارة الشارقة بدولة الإمارات العربية 1995 م – 1415 هـ.
- اشترك في حركة تعريب الجزائر بنيابة التكوين بعد الاستقلال 1968- 1972 م بالمغرب العربي.
- مرجع للتليفزيونات غير العربية وغير الإسلامية في شئون الدعوة والإسلام.
- أحد أعلام موسوعة الشخصيات المصرية " ط2 – ج ط – 1992 – ص 1315 رقم: 2240.
- سكرتير تحرير مجلة الاعتصام القاهرية 1984- 1988 م ومحرر بها لأركان وأبواب التفسير والحديث الشريف والفتاوى الفقهية والمقالات الأخرى.
- أحد مؤسسى بنك فيصل الإسلامي (ح / 13).
- رئيس قسم اللغة العربية بجامعة دار العلوم بكاراتشى – باكستان منذ 1998 م/1418 هـ - 2000 م/1420 ه.

## النشاطات
- محاضر على المستوى المحلى والدولي.
- إمام وخطيب جمعة.
- أحد ضيوف مؤتمرات: رابطة العالم الإسلامي، والمجلس الأعلى للشئون الإسلامية، ومركز صالح كامل، والمعهد العالمي للفكر الإسلامي، وغيرها من الدول الإسلامية مثل البحرين وقطر.
- كاتب صحفى (جريدة اليوم السعودية - جريدة عكاظ السعودية - جريدة الدعوة السعودية - جريدة الرياض السعودية - جريدة النور للإسلامية - جريدة القبس الكويتية - جريدة الأنباء الكويتية - جريدة السياسة الكويتية – جريدة اللواء للإسلامي المصرية – جريدة عقيدتى المصرية.. وجرائد فرنسية وإنجليزية في أمريكا (منها صوت العرب) – جريدة الوطن القطرية – الغربة والتجديد بالولايات المتحدة الأمريكية – جريدة النخبة السعودية – جريدة المدينة المنورة السعودية.
- منشئ ومؤسس جريدة الصحوة الإسلامية في الولايات المتحدة الأمريكية بولاية نيوجيرسى (توقفت).

## مؤلفاته
له أربعون مؤلفا في الإسلام طبع منها:
- اللسان العربي لغير الناطقين به (ستة كتب، ثلاثة مستويات للعادى والرفيع).
- آية الكرسى معانيها وفضائلها.
- سورة تبارك.
- سورة يس.
- المهلكات الموبقات موجبات النار.
- المنجيات المبشرات موجبات الجنة.
- دليل التفوق للطالب المسلم.
- الموسوعة المختصرة في الأحكام الفقهية (مختصر الأحكام الفقهية).
- الحصن الحصين في صحيح الأدعية والأذكار.
- المختصر الضرورى المفيد في النرتيل والتلاوة والتجويد (طباعة تصويرية).
- الأرج في سرعة الفرج (دار والى).
- بصمات الاستعمار في المجتمعات الإسلامية (دار العدالة) وكلها طباعة دار الاعتصام عدا (ك) و(ل).

## في التلفزيون
محاضر تليفزيونى واذاعى:
- تسجيل أحاديث لشرح الأحاديث النبوية الشريفة باللغة الإنجليزية بإذاعة: ايه بى سى.
- تسجيل قصص القرآن الكريم للاذاعات العربية المرئية.
- تسجيل أحاديث تليفزيونية بالتليفزيون المصري.
- تسجيل أحاديث للاذاعات الإسلامية في قطر والحجاز وغيرها، ثلاثون حلقة عن نهج التربية في الإسلام.
- تسجيل ثلاثين حلقة من المسلسل القرآنى «القرآن الكريم لغة المستقبل» للتليفزيونات العالمية.
- امام الدعاة بالجمعية الإسلامية الخيرية بالمعادى، والمستشار للخدمات الفنية والإسلامية.
- ضيف على قنوات: الجزيرة بقطر، واقرأ بالسعودية، والأوربيت بلندن، والايه آر تى بالقاهرة وغيرها في أوروبا والولايات المتحدة الأمريكية.

## وفاته
توفي الشيخ يوسف البدري يوم 23 فبراير 2014 بعد صراع طويل مع مرض القلب 